# Douglas DC-4E
Douglas DC-4E був американським експериментальним авіалайнером, розробленим до початку Другої світової війни. Проєкт не дійшов до стадії серійного виробництва, однак дозволив розробити абсолютно нову і дуже успішну модель — DC-4/C-54. Багато напрацювань з DC-4E були використані в японському бомбардувальнику Nakajima G5N.

## Розробка
Розробка літака почалася в 1935 р. після замовлення United Air Lines. За мету ставилося створення більшого за розмірами і більш складного літака для заміни DC-3 ще до першого польоту самого DC-3. American Airlines, Eastern Air Lines, PanAm і TWA приєдналися до United та інвестували по 100 тисяч доларів кожна для розробки нового літака. З часом собівартість і складності проєкту зросли, тому PanAm і TWA забрали свої гроші і вирішили вкласти їх в проєкт Boeing 307, який, як передбачалося, буде менш витратним.
Запланована місткість 42 пасажира (13 рядів по два і більше крісел з одним проходом) або 30 в конфігурації зі спальними місцями робили DC-4 (тоді використовувалося це позначення) вдвічі більшим літаком, ніж DC-3, і першим великим авіалайнером з носовою стійкою шасі. Іншими нововведеннями стали допоміжна силова установка, підсилювачі органів управління, електросистема змінного струму та кондиціювання повітря. Для серійного літака так само планувався наддув кабіни. Новий хвіст з трьома низькими кілями дозволяв використовувати наявні ангари і забезпечував достатню площу рулів, щоб здійснювати зліт тільки лише на двох двигунах з одного боку в разі відмови інших двох. Форма крила була схожа на DC-3 і мала стрілоподібну передню кромку і майже пряму задню. Чотири 14-циліндрових радіальних двигуни Pratt & Whitney Twin Hornet були розташовані на крилі зі значним виступом за передню кромку.

## Експлуатація

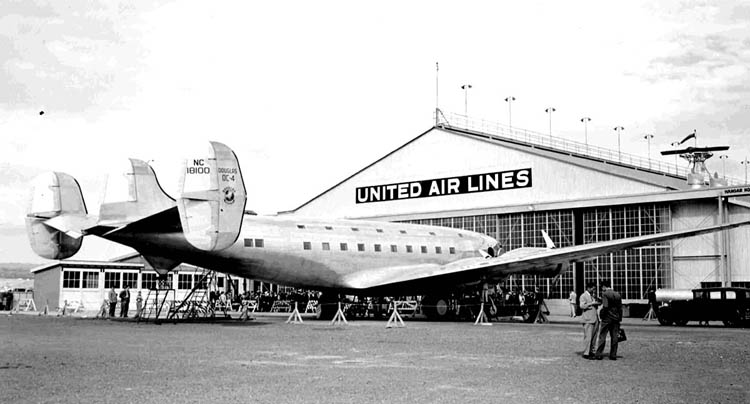
Величезний DC-4E на базі United Air Lines в Окленді

Прототип NX18100 (с/н 1601) вперше без пригод піднявся в повітря 7 червня 1938 р. з аеродрому в Санта-Моніці під командуванням пілота Карла Кавера. Проте виявлені під час випробувань проблеми затримали отримання сертифіката типу до 5 травня 1939 р. В цьому ж році United Air Lines використовувала літак для експлуатаційних випробувань. 9 червня 1939 під час демонстраційного польоту над містом в Дейтоні (не плутати з Дайтоною) на борту DC-4 перебував Орвілл Райт. Незважаючи на відсутність великих проблем, складні системи виявилися дорогими в обслуговуванні, а експлуатаційні показники виявилися нижче очікуваних, особливо після збільшення пасажиромісткості до 52-х, а злітної маси до 29, т.
Проєкт був закритий, а на заміну йому прийшла менш складна машина. Новий літак отримав найменування DC-4, а ця машина була перейменована в DC-4E («Experimental»). В кінці 1939 р. прототип продали Imperial Japanese Airways, яка в той час закуповувала американські літаки для оцінки і запозичення технологій. Невдовзі після купівлі японська преса заявила про катастрофу літака в Токійській затоці, проте насправді літак вивчався військовими і підприємцями на заводах компанії Nakajima. За допомогою зворотного інжинірингу DC-4E був побудований японський бомбардувальник Nakajima G5N.

## Експлуатанти
Японія
- Imperial Japanese Airways

 США
- United Airlines

## Технічні характеристики
Джерело: McDonnell Douglas Aircraft since 1920, Vol. 1
Основні характеристики
- Екіпаж: 3
- Пасажиромісткість: 42 пасажира
- Довжина: 29,74 м
- Висота: 7,48 м
- Розмах крила: 42,14 м

- Площа крила: 200,207
- Маса порожнього: 20 т
- Маса спорядженого: 30 т
- Максимальна злітна маса: 32 т
- Силова установка: 4 × 14-циліндровый дворядний радіальний з повітряним охолодженням Pratt & Whitney R-2180-S1A1-G Twin Hornet  1450 к.с. ( )

Льотні характеристики
- Максимальна швидкість: 394 км/год
- Крейсерська швидкість: 322 км/год
- Практична дальність: 3000 км
- Швидкопідйомність: 300 м/хв